# Celle que vous croyez
Celle que vous croyez (bra: Quem Você Pensa que Sou) é um filme de drama francês de 2019 dirigido por Safy Nebbou baseado no romance de mesmo nome de Camille Laurens. É protagonizado por Juliette Binoche, François Civil e Nicole Garcia.

## Elenco
- Juliette Binoche como Claire Millaud
- François Civil como Alex Chelly
- Nicole Garcia como Dr. Catherine Bormans
- Marie-Ange Casta como Katia
- Guillaume Gouix como Ludovic Dalaux
- Charles Berling como Gilles
- Jules Houplain como Max
- Jules Gauzelin como Tristan
- Francis Leplay como Serge
- Pierre Giraud como Paul
- Claude Perron como Solange

Atores principais
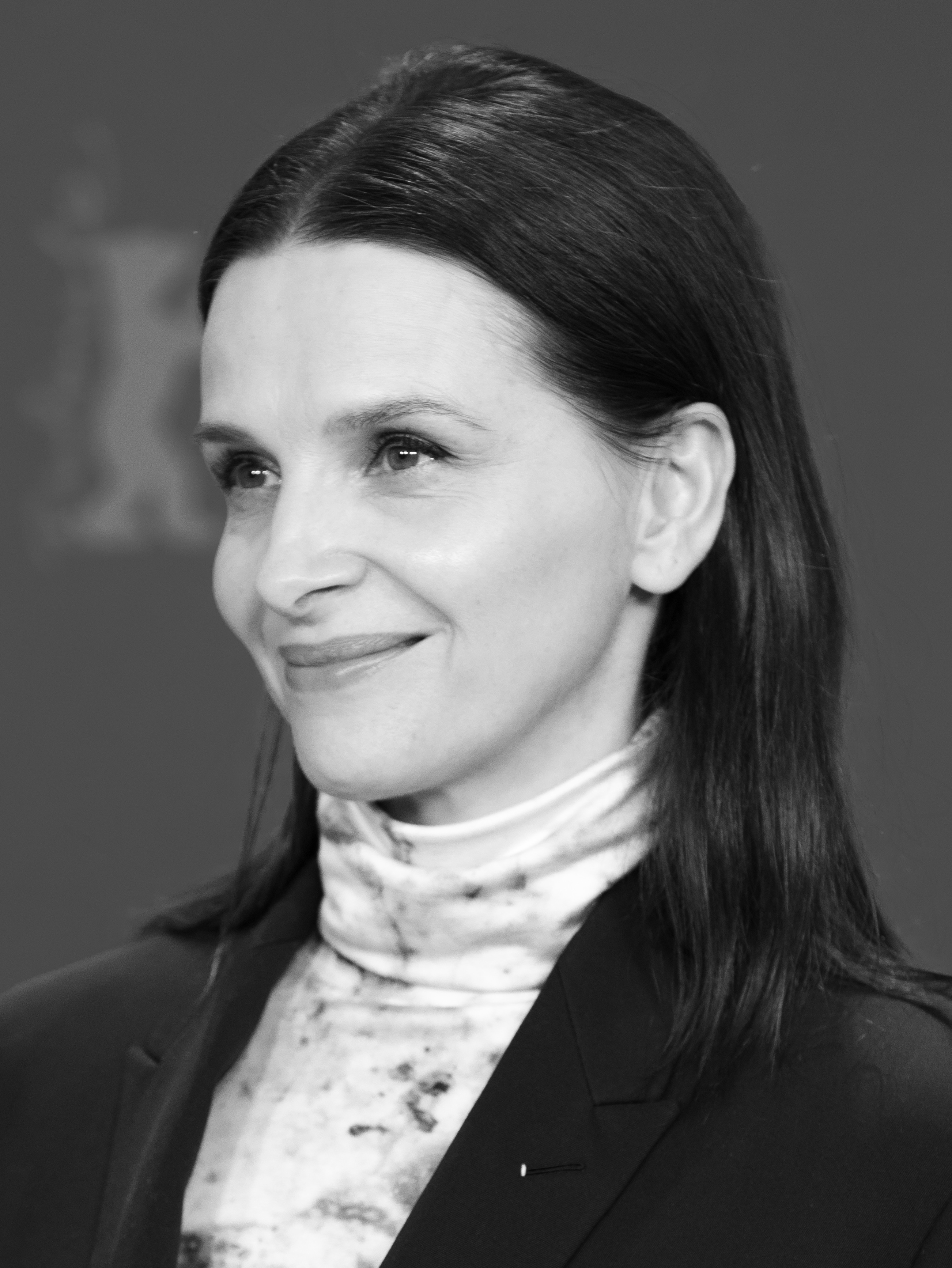
Juliette Binoche
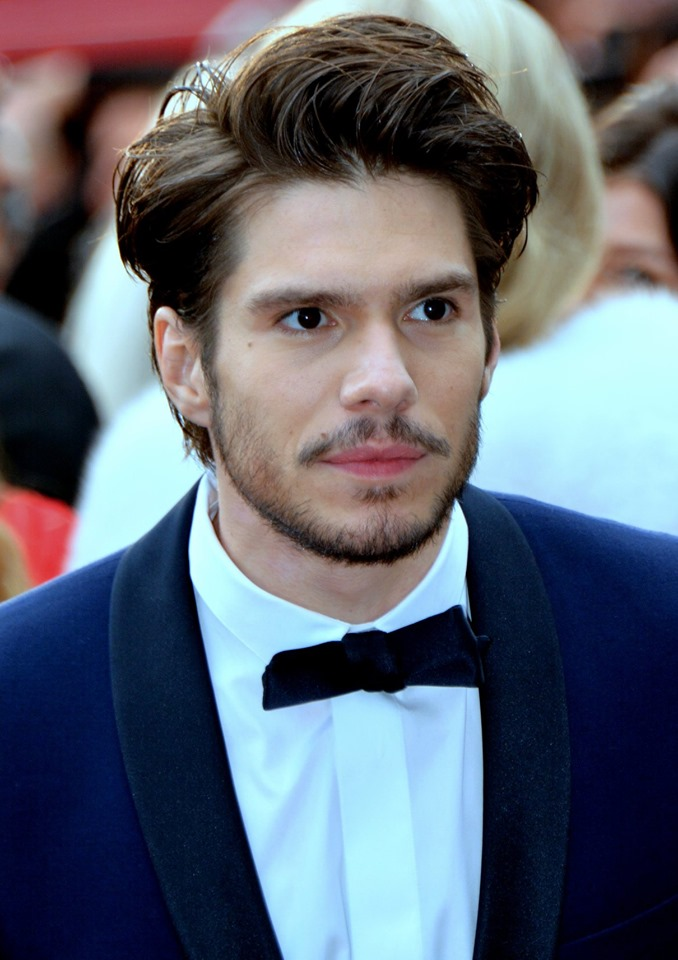
François Civil
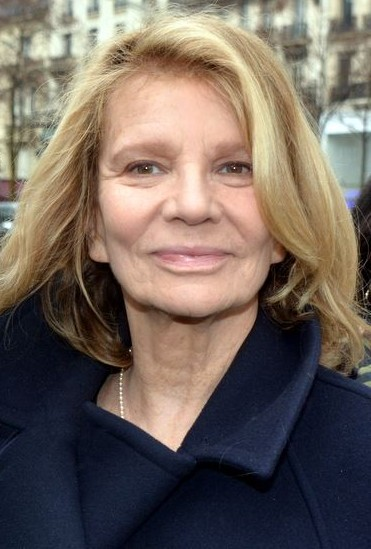
Nicole Garcia

## Lançamento
O filme estreou durante o 69º Festival Internacional de Cinema de Berlim em 10 de fevereiro de 2019.

## Recepção
No Rotten Tomatoes, o filme detém um índice de aprovação de 83% com base em 40 resenhas, com uma nota média 6,70 de 10. O consenso crítico do site diz: "Celle que vous croyez acaba com mais enredo do que alguns espectadores serão capazes de mastigar, mas suas histórias narrativas são mais do que compensadas pela atuação central de Juliette Binoche".